# Rezerwat przyrody Jabłecznik
Rezerwat przyrody Jabłecznik – leśny rezerwat przyrody w gminie Zduńska Wola, w powiecie zduńskowolskim, w województwie łódzkim, położony w pobliżu wsi Annopole Nowe, Korczew i Wojsławice. Rezerwat leży na terenie leśnictwa Andrzejów (Nadleśnictwo Kolumna).
Rezerwat został utworzony 26 marca 1975 roku. Obejmuje obszar o powierzchni 47,29 ha.
Został utworzony w celu zachowania zbiorowisk leśnych z jodłą, zwłaszcza z cennym kilkuwarstwowym grądem jodłowym i wielogatunkowym runem. Jodła występuje tu w pobliżu północnej granicy naturalnego zasięgu. Celem ochrony lasu jest nie tylko zapewnienie trwałości składu gatunkowego, ale także ciągłości przebiegających na terenie rezerwatu procesów ekologicznych. Z cennych roślin występujących na terenie rezerwatu na szczególną uwagę zasługują: gajowiec żółty, gwiazdnica wielkokwiatowa, marzanka wonna, siódmaczek leśny i konwalijka dwulistna.
Według obowiązującego planu ochrony ustanowionego w 2013 roku (zmienionego w 2015), obszar rezerwatu objęty jest ochroną czynną.